# Abbazia di Wilton
L'abbazia di Wilton era un convento benedettino nella contea Wiltshire in Inghilterra, tre miglia a ovest di Salisbury, probabilmente sul sito ora occupato da Wilton House. Fu attiva dagli inizi del X secolo fino al 1539.

## Storia

### Fondazione
L'abbazia di Wilton viene menzionata per la prima volta negli anni 930, ma una poesia del XV secolo fa risalire la sua fondazione alla fine dell'VIII secolo ad opera di Weohstan, ealdorman del Wiltshire, e si dice che la sua vedova Alburga fosse la sua badessa. Questa affermazione è stata accettata da alcuni storici, ma è respinta dalla storica ecclesiastica Sarah Foot, che la descrive come una nuova costruzione del X secolo. La storia viene respinta anche dalla storica Elizabeth Crittall. Si dice che Alburga (o Æthelburh) fosse la sorellastra del re Egberto del Wessex, ma non è menzionata nelle biografie di Egberto.

### Epoca anglosassone

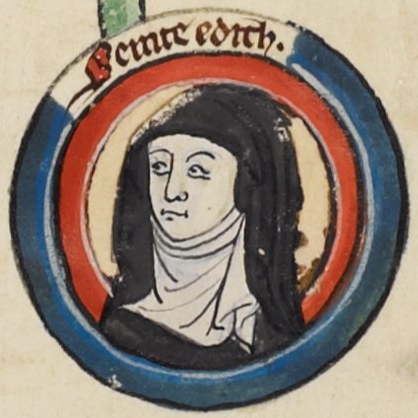
Disegno quasi contemporaneo di Santa Editta

La comunità doveva contare 26 monache ed era annessa alla chiesa di Santa Maria.  Due figlie del re Edoardo il Vecchio e di Elfleda, Eadflæd e Æthelhild, probabilmente si unirono alla comunità: Eadflæd come monaca e Æthelhild come sorella laica. Furono sepolte a Wilton con la madre. Il loro fratellastro, re Atelstano, fece due concessioni terriere a una congregazione a Wilton negli anni 930, una delle quali nel 937 come espiazione dei peccati suoi e di Eadflæd.
Nel 955 il re Eadwig concesse alle monache dell'abbazia di Wilton una tenuta chiamata Chelke (Chalke, sassone æt Ceolcum) che comprendeva terreni a Broad Chalke e Bowerchalke.

### Epoca di Vulfrida
Vulfrida di Wilton, consorte di Edgardo d'Inghilterra (re dal 959 al 975), fu badessa di Wilton tra l'inizio degli anni 960 e il 1000 circa. Secondo Stenton, Vulfrida era una monaca quando Edgardo (che all'epoca non poteva avere più di sedici anni, e lei un po' più grande) la rapì dall'abbazia e la portò nel suo palazzo a Kemsing, vicino a Sevenoaks. Il rapimento di una sposa non era infrequente nella società anglosassone precristiana e paleocristiana, e non si sa quanto del suo rapimento avvenne con il suo consenso. Tuttavia, fu tenuta a Kemsing per due anni, durante i quali diede ad Edgardo una figlia, Santa Editta, che egli riconobbe e sostenne per il resto della sua vita. Dunstano di Canterbury, consigliere di Edgardo, in seguito convinse il re a fare penitenza per il rapimento: secondo quanto riferito, Edgardo si astenne dall'indossare la corona per sette anni.
All'inizio degli anni 960, Vulfrida fu insediata come badessa a Wilton (dove allevò sua figlia) e Edgado aveva conferito all'abbazia tesori e terre. Nel 964 Edgar sposò Elfrida, con una cerimonia cristiana che avrebbe annullato ogni accordo pagano con Vulfrida; per questo motivo gli storici moderni la chiamano talvolta "concubina", ma il termine è impreciso, data l'usanza dell'epoca. Vulfrida, avendo ricevuto ricchezza dal re ed essendo ella stessa di estrazione nobile, sfruttò la sua ricchezza per costruire la collezione di reliquie di Wilton. Fu anche in grado di usare i suoi legami reali per proteggere Wilton in altri modi, come garantire il rilascio di due preti di Wilton che erano stati imprigionati dal reeve di Wilton.
Sua figlia morì tra il 984 e il 987 all'età di 23 anni; sua madre e vari reali, oltre all'enorme sostegno popolare locale, promossero il suo culto come santa.

### Alto medioevo
Nel 1003 Sweyn I di Danimarca distrusse la città di Wilton ma non si sa se l'abbazia ne condivise il destino. Edith del Wessex, la moglie di Edoardo il Confessore, che era stato educato a Wilton, ricostruì l'abbazia in pietra; anticamente era stata di legno.
Nell'anno prima della conquista normanna, una coppia diede all'abbazia la figlia Eva di Wilton. Partì nel 1080 per avere un'importante vita in Francia.
La badessa di Wilton deteneva un'intera baronia concessa dal re, un privilegio condiviso solo da altri tre conventi inglesi, Shaftesbury, Barking e St Mary's Abbey, Winchester. In quanto capo di una baronia, la badessa aveva l'obbligo di fornire cavalieri all'esercito reale quando convocato. La badessa ebbe il privilegio di nominare incarichi nel suo regno, il che la rese un'importante mecenate; la sua causa di mecenatismo più prestigiosa era il diritto di nominare il diacono nella chiesa conventuale, che in ogni momento aveva un gran numero di ecclesiastici in carica.
L'abbazia di Wilton fu favorita dalla famiglia reale e ricevette molte ricche donazioni da membri della famiglia reale, come Enrico I e la regina Maud. Il re, l'arcivescovo di Canterbury, il vescovo di Salisbury, e talvolta la regina, avevano il diritto di nominare monache a Wilton; il re esercitava questo diritto al momento della sua incoronazione e alla creazione di una nuova badessa, mentre la regina in occasione della sua incoronazione.
Nel 1143 il re Stefano ne fece il suo quartier generale, ma nella battaglia di Wilton fu messo in fuga dalle forze di Matilde guidate dal conte Robert di Gloucester.
Durante il XIII secolo l'abbazia di Wilton visse un periodo di crisi finanziaria e tra il 1246 e il 1276 furono fatte numerose donazioni alla corona e alla chiesa per la riparazione degli edifici, che al tempo furono descritti come caduti in grave crisi. stato di abbandono.
È noto che diversi scandali si sono verificati nell'abbazia di Wilton. Nel 1284 e nel 1302, e nuovamente nel 1379, le monache di Wilton furono giudicate colpevoli di cattiva condotta.
Nel 1528, la corona interferì nell'elezione di una nuova badessa dopo la morte di Cecily Willoughby. L'abbazia nominò l'elezione della priora, Isabel Jordayne, descritta come "antica, saggia e discreta", mentre Anna Bolena favorì Eleanor Carey, sorella del cognato William Carey. Enrico VIII preferì Isabel Jordayne quando la candidatura di Eleanor Carey fu distrutta da gravi accuse morali a suo danno. Nel 1535, la badessa si lamentò della clausura troppo rigida imposta da Thomas Leigh, perché le impediva di condurre adeguatamente gli affari dell'abbazia se non le fosse stato permesso di lasciare il convento per questioni economiche, dal momento che l'abbazia era indebitata.

### Dissoluzione
Cecily Bodenham, l'ultima badessa, cedette il convento ai commissari del re Enrico VIII il 25 marzo 1539 durante la Dissoluzione dei monasteri. Il sito fu dato in concessione a Sir William Herbert, in seguito conte di Pembroke, che iniziò la costruzione di Wilton House, tuttora dimora dei suoi discendenti. Non ci sono resti degli antichi edifici.

## Sepolture
All'interno della proprietà dell'abbazia furono sepolti Ywi (morto nel 690 circa), Editta di Wilton (c.963 - c.986) e la madre Vulfrida (morta nel 988), e Elfleda con le figlie Eadflæd e Æthelhild.